# Beelitz
Beelitz är en stad i det tyska distriktet (Landkreis) Potsdam-Mittelmark i förbundslandet Brandenburg. Staden ombildades 31 december 2001 när de tidigare kommunerna Buchholz bei Beelitz, Busendorf, Elsholz, Fichtenwalde, Reesdorf, Rieben, Salzbrunn, Schlunkendorf, Schäpe,  Wittbrietzen, Zauchwitz och staden Beelitz gick samman i den nya staden. Staden är huvudsakligen känd för flera sparrisodlingar som finns i området.
Landskapet skapades som en sandur under senaste istiden. Orten omnämns 997 med namnet Belizi för första gången i en urkund som slaviskt samhälle. Det är inte helt klarlagt om skriften avser Beelitz eller staden Belzig som är belägen på några kilometers avstånd.
Den första sparrisodlingen anlades 1861. I Beelitz byggdes i slutet av 1800-talet en toppmodern anläggning för vård av tuberkulösa patienter, Beelitzer Heilstätten. Anläggningen var en av de största i sitt slag och hade plats för flera tusen patienter. Efter andra världskriget, när Sovjetunionen ockuperade den östa delen av Tyskland användes anläggningen som militärsjukhus. 1994, när de sista sovjetiska trupperna lämnade Tyskland, köptes anläggningen av ett privat företag. Det fanns storstilade planer på att renovera anläggningen bygga en hälsopark och bostäder på området. Detta stagnerade dock snabbt, och de flesta byggnaderna lämnades att förfalla.

## Galleri

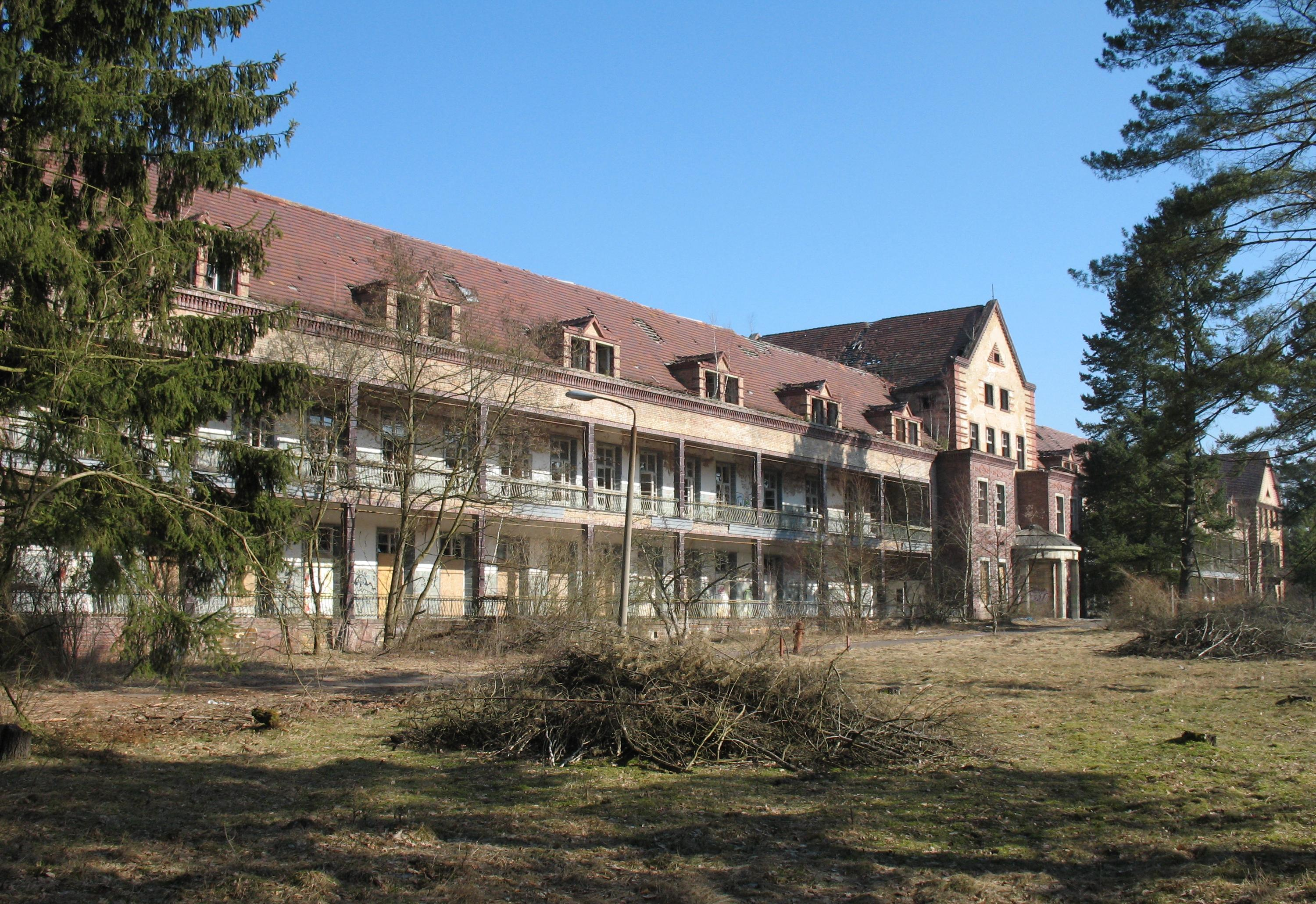
Beelitzer Heilstätten
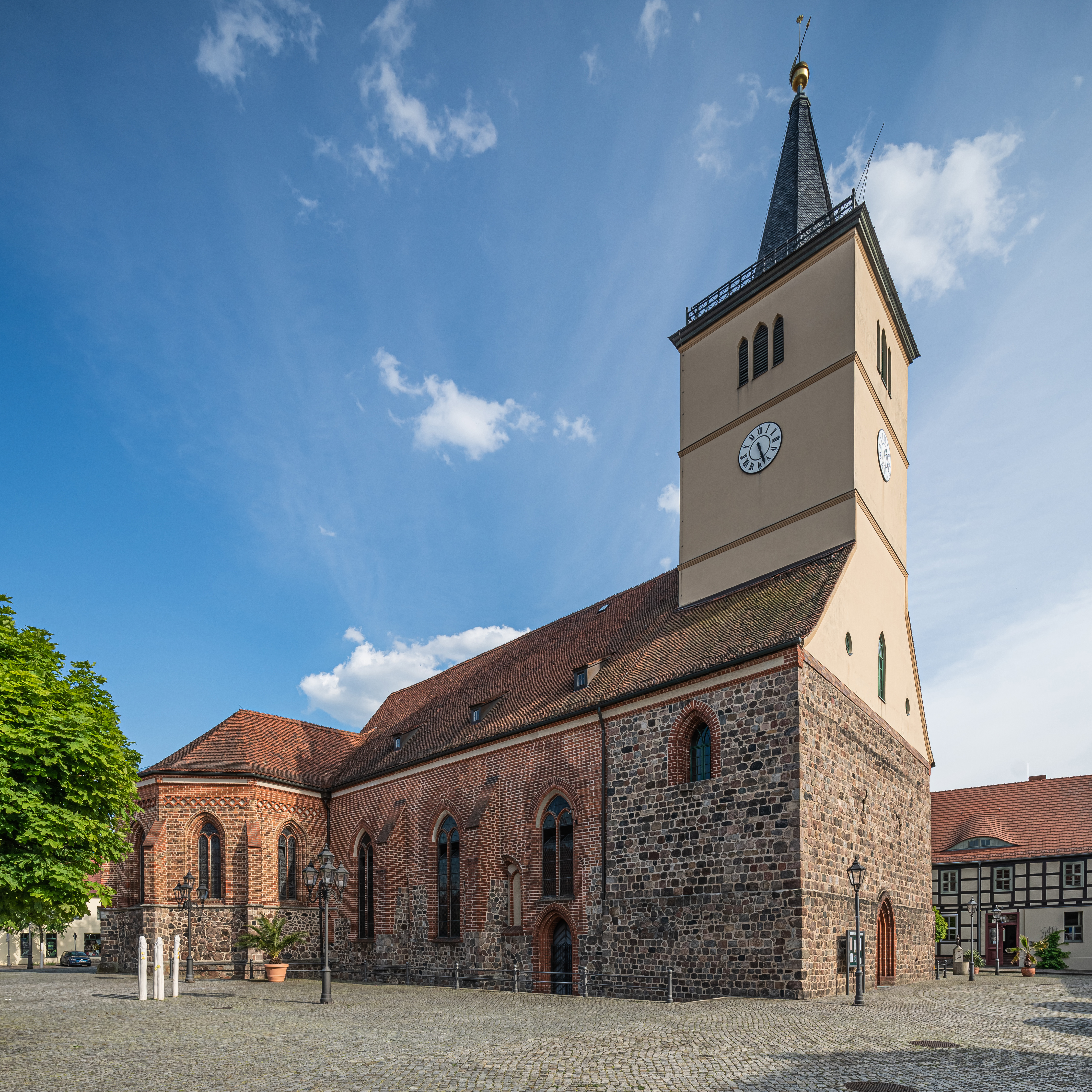
Kyrka